# Life, Love & the Blues
Life, Love & the Blues ist ein Album, das Etta James 1998 auf Private Music veröffentlicht hat. Es enthält Coverversionen von Songs, die James schon immer aufnehmen wollte. Das Album wurde 2009 auf Sony Music wieder aufgelegt.
1998 hatte Etta James Stimme etwas von der Klarheit in den Höhen verloren, aber nichts von ihrer Flexibilität und Kraft.
Das Album war 1999 für den Grammy in der Kategorie „Best Contemporary Blues Album“ nominiert und erreichte in den Billboard Top Blues Alben den dritten Platz.

## Titelliste
1. Born Under a Bad Sign 	Bell, Jones 	3:28
2. I Want to Ta-Ta You Baby Watson 	5:56
3. Here I Am (Come and Take Me) Green, Hodges 	4:55
4. Running Out of Lies 	Jordan 	5:03
5. Inner City Blues (Make Me Wanna Holler) Gaye, Nyx, Nyx 	7:01
6. Spoonful 	Dixon 	4:09
7. Life, Love & the Blues 	James, James, Sklair 	5:17
8. Hoochie Coochie Gal Dixon 	4:24
9. Cheatin' in the Next Room 	Jackson, Miller 	4:57
10. If You Want Me to Stay 	Stewart 	5:21
11. The Love You Save (May Be Your Own) Tex 	4:01
12. I'll Take Care of You 	Benton 	4:58

## Kritikerstimmen
- Q (3/02, S. 134) -  „...Contains plenty of her usual exuberance....powerfully moving...“ (Enthält eine Menge ihres üblichen Überschwangs.. bewegend und kraftvoll.)[1]
- All Music Guide Tim Sheridan - ....this package of covers comes off more like the work of a tight lounge band than the work of a blues master. (...diese Packung von Coverversionen hört sich mehr wie das Werk einer Loungeband an als das einer Blueskönnerin.)[2]
- Amazon Editorial Review Rickey Wright: -Etta James returns to her blues and soul repertoire, enlivening even the hoariest of tunes („Spoonful,“ a gender-flopped „Hoochie Coochie Gal“) (Etta James kehrt zu ihrem Blues- und Soulrepertoir zurück und belebt sogar die angegrautesten Songs - Spoonful und ein gendergerechtes Hoochie Coochie Gal - mit ihrem Knurren.)[3]